# Anthony Schatteman
Anthony Schatteman is een Belgisch filmregisseur
Schatteman studeerde in 2012 af aan de Koninklijke Academie voor Schone Kunsten en volgde daarna een master in filmstudies en visuele cultuur aan de Universiteit Antwerpen.
Als eindwerk voor het KASK maakte hij de kortfilm Kus me zachtjes, met Marc Van Eeghem en Marijke Pinoy. Deze kortfilm won de Humo award op het Internationaal Kortfilmfestival Leuven, en won ook de Holebikort kortfilmwedstrijd en diverse internationale prijzen.
Sindsdien maakte hij nog enkele kortfilms waarin homoseksualiteit telkens een belangrijke rol speelt. In 2016 werkt hij aan zijn eerste langspeelfilm, Jonge Harten, in coproductie met Ketnet. Hij is ook actief op andere media: als coregisseur voor de tragikomische miniserie LEEF en in 2021 als coregisseur voor de online jeugdreeks Panna. Daarna maakte hij de serie 2DEZIT voor Streamz en in 2023 verscheen Northern Lights, een co-productie tussen Ierland en België voor Lionsgate. In de zomer van 2023 draaide hij zijn eerste langspeelfilm Jonge Harten. In 2025 regisseerde hij het derde seizoen van de Netflix-hitserie Knokke Off.

## Filmografie

### Speelfilms
- Young Hearts (2024)

### Korte films
- Petit Ami (2017)
- Dag vreemde man (2016)
- Volg mij (2015)
- Kus me zachtjes (2012)
- Als ik jou tegenkom (2010)